# Boyland-Sims-oxidatie
De Boyland-Sims-oxidatie is een organische reactie waarbij een aniline met behulp van kaliumperoxodisulfaat in basisch milieu wordt omgezet tot een ortho-gehydroxyleerd aniline. De reactie berust op de vorming van een intermediair sulfonaat, dat gehydrolyseerd wordt:
De reactie is vrij selectief voor de ortho-positie, hoewel met bepaalde anilines ook een klein gedeelte para-gehydroxyleerd product wordt bekomen.

## Reactiemechanisme
De reactie start met de vorming van een arylhydroxylamine-O-sulfaat (2) uit een aniline (1). Dit betaïne-intermediair ondergaat een omlegging tot een arylsulfonaat, waarbij de sulfonzure groep zich zowel in ortho- (3a) als in para-positie (3b) kan bevinden.
De reactie wordt afgewerkt door hydrolyse met verdund waterig zuur.